# Plum (Pensilvânia)
Plum é um distrito localizado no estado norte-americano da Pensilvânia, no Condado de Allegheny.

## Demografia
Segundo o censo norte-americano de 2000, a sua população era de 26.940 habitantes.
Em 2006, foi estimada uma população de 26.298, um decréscimo de 642 (-2.4%).

## Geografia
De acordo com o United States Census Bureau tem uma área de 75,1 km², dos quais 74,1 km² cobertos por terra e 1,0 km² cobertos por água.

## Localidades na vizinhança
O diagrama seguinte representa as localidades num raio de 8 km ao redor de Plum.